# De Gesona's
De Gesona's was de naam van een zangduo uit de omgeving van Amsterdam, bestaande uit Ria Bronkhorst-Verweij (1923 - 26 juni 2011) en Tilly Biben-Conen.
Ze leerden elkaar kennen als collega's bij modebedrijf Gerzon in de Kalverstraat en besloten samen op te treden voor een personeelsfeest in het Krasnapolsky. Daar vielen ze op en ontstond een succesvol muziekduo. Ze gingen optreden met het orkest van Boyd Bachman. Ze bestonden als duo van 1943 tot begin 1959 en hadden ook groot succes in België. Hierna gingen ze verder als 'the Kittens' en brachten nog een single uit (omega)  'Johnny ben je boos' en 'klein liedje'.
In 1960 verhuisde Ria naar Limburg en werd dit duo beëindigd.

## Discografie

### Singles
| Single met eventuele hitnotering(en) in de Nederlandse Top 40 | Datum van verschijnen | Datum van binnenkomst | Hoogste positie | Aantal weken | Opmerkingen |
| ------------------------------------------------------------- | --------------------- | --------------------- | --------------- | ------------ | ----------- |
| Pre-Top 40                                                    |                       |                       |                 |              |             |
| Kleine boy uit Porto-Rico                                     | 1951                  |                       |                 |              |             |
| De zuidenwind waait                                           | 1952                  |                       |                 |              |             |
| De verloren zoon                                              | 1958                  |                       |                 |              |             |
| Zolang er dagen zijn                                          | 1958                  |                       |                 |              |             |
| Kapitein, kapitein                                            | 1958                  |                       |                 |              |             |
| Glück auf (Kompellied)                                        | 1958                  |                       |                 |              |             |
| Altijd                                                        | 1958                  |                       |                 |              |             |
| Vergeten, verlaten, verloren                                  | 1959                  |                       |                 |              |             |
| Goedenacht, m'n kind                                          | 1959                  |                       |                 |              |             |
| De Koekoek                                                    |                       |                       |                 |              |             |
| Hop die doe                                                   |                       |                       |                 |              |             |
| Met muziek, met muziek                                        |                       |                       |                 |              |             |

overige nummers op parlophone 78t:  
De zwarte schoenpoetser, Bong bong bong, Mama de bel gaat weer, Steeds meer mambo, Holka Polka, Metro polka, Nou tabé tabé m'n jongen, Daar op het hoekje, Vind je geen grote trom, Line, Schat wordt me niet ontrouw, Nog steeds, Hoe meer ik in je ogen kijk, Jij bent jij, in 't kleine huis, Ik zie ik zie wat jij niet ziet en Herinneringen.
Laatste single onder de naam 'the Kittens' Johnny ben je boos, klein liedje (Pieter Coumans)